# Saint-Pierre-et-Miquelon La Première (radio)
Pour les articles homonymes, voir Saint-Pierre-et-Miquelon La Première.
Saint-Pierre-et-Miquelon La Première est une chaîne de radio publique généraliste française de proximité de France Télévisions diffusée dans la collectivité d'outre-mer de Saint-Pierre-et-Miquelon.

## Histoire de la chaîne
Le gouvernement français installe en 1930 à Saint-Pierre un émetteur de 250 watts qui permet de retransmettre, l’après-midi, des programmes diffusés de Paris sur ondes courtes. Un radio club se crée alors à Saint-Pierre pour la diffusion de programmes locaux.
Le 1er janvier 1942, les Forces françaises libres prennent la place du radio club et créent un service d’information pour tenir la population au courant des événements de la guerre. La station est rebaptisée Radio Saint-Pierre et ses émissions ont alors lieu chaque soir de 20h30 à 21h30. En 1953, Radio Saint-Pierre s’équipe d’un émetteur plus puissant et de vrais locaux. Elle émet alors chaque jour de 12h00 à 13h00 et de 19h00 à 21h30.
En 1954, elle participe à la création de la Radiodiffusion de la France Outre-Mer (RFOM) puis, l'année suivante, de la Société de radiodiffusion de la France d'outre-mer (SORAFROM). En 1959, la Radiodiffusion-télévision française (R.T.F.) prend en charge la direction des stations d’outre-mer. Les crédits augmentent considérablement ce qui permet de passer à 35 heures d’émission par semaine, puis à 44 heures en 1961. Un pylône, installé par la R.T.F. en novembre 1962, permet d'obtenir une amélioration importante de la réception pour les habitants mais aussi pour les marins qui travaillent ou qui croisent au large de l’archipel où la grande pêche sur les bancs de Terre-Neuve est particulièrement active.
Par la suite, Radio Saint-Pierre appartient à l'Office de radiodiffusion-télévision française (O.R.T.F.) à partir de 1964 et change de nom pour devenir Radio Saint-Pierre-et-Miquelon.
À la suite de l'éclatement de l'O.R.T.F. en juillet 1974, les stations régionales de radio de l’Outre-mer français sont intégrées à la nouvelle société nationale de programme France Régions 3 (FR3), au sein de la délégation FR3 DOM-TOM. La chaîne devient FR3-Saint-Pierre-et-Miquelon le 6 janvier 1975.
Le 31 décembre 1982, FR3-Saint-Pierre-et-Miquelon prend le nom de RFO Saint-Pierre-et-Miquelon à la suite de la création de la société nationale de programmes RFO (Radio-Télévision Française d’Outre-Mer) par transfert des activités de FR3 pour l’Outre-mer. Durant les quatorze ans qui vont suivre, RFO Saint-Pierre-et-Miquelon va progressivement se doter d’équipements techniques de qualité afin de produire et diffuser de plus en plus d’émissions régionales. Le nombre d'heures de diffusion augmente dès 1986 et le programme de France Inter est diffusé la nuit à partir de 1987.
Le 1er février 1999, RFO Saint-Pierre-et-Miquelon devient Radio Saint-Pierre-et-Miquelon, à la suite de la transformation de RFO en Réseau France Outre-mer.
La loi de réforme de l'audiovisuel no 2004-669 du 9 juillet 2004 intègre la société de programme Réseau France Outre-mer au groupe audiovisuel public France Télévisions, qui devient alors un acteur de la radio publique en France, et dont dépend depuis Radio Saint-Pierre-et-Miquelon. Son président, Rémy Pflimlin, annonce le 12 octobre 2010 le changement de nom du Réseau France Outre-mer en Réseau Outre-Mer 1re pour s'adapter au lancement de la TNT en Outre-Mer. Toutes les chaînes de radio du réseau changent de nom le 30 novembre 2010 lors du démarrage de la TNT et Radio Saint-Pierre-et-Miquelon devient ainsi Saint-Pierre-et-Miquelon 1re.

## Identité visuelle

### Logos

Logo de R.T.F. Radio Saint-Pierre du 4 février 1959 au 26 juin 1964
Logo de O.R.T.F. Radio Saint-Pierre-et-Miquelon du 27 juin 1964 au 5 janvier 1975
Logo de FR3-Saint-Pierre-et-Miquelon du 6 janvier 1975 au 30 décembre 1982
Logo de RFO Saint-Pierre-et-Miquelon du 31 décembre 1982 à 1993
Logo de RFO Saint-Pierre-et-Miquelon de 1993 au 31 janvier 1999
Logo de Radio Saint-Pierre-et-Miquelon du 1er février 1999 au 22 mars 2005
Logo de Radio Saint-Pierre-et-Miquelon du 23 mars 2005 au 29 novembre 2010
Logo de Saint-Pierre-et-Miquelon 1re du 30 novembre 2010 au 28 janvier 2018
Logo de Saint-Pierre-et-Miquelon La 1re depuis le 29 janvier 2018

## Organisation
Saint-Pierre-et-Miquelon 1re est l'antenne de radio du pôle média de proximité Saint-Pierre-et-Miquelon 1re Radio - Télé - Internet, déclinaison du pôle Outre-Mer 1re de France Télévisions.

### Dirigeants
Directeurs régionaux :
- Alain Quintrie: 1989 - ?
- Jean-Jacques Agostini
- Jean-François Moënnan : ? - 04/09/2005
- Laurence Mayerfeld : 05/09/2005 - 09/2008
- Gérard Christian Hoarau : 09/2008 - 01/2010

Directeur de l'antenne radio :
- Gilles Dérouet

### Budget
Saint-Pierre-et-Miquelon 1re dispose d'un budget versé par Outre-Mer 1re et provenant pour plus de 90 % des ressources de la redevance audiovisuelle et des contributions de l’État français allouées à France Télévisions. Il est complété par des ressources publicitaires.

### Missions
Les missions de Saint-Pierre-et-Miquelon 1re sont de produire des programmes de proximité, d'assurer une meilleure représentation de la vie sociale, culturelle, sportive, musicale et économique de l'île et à l'international par la coproduction de magazines et par le biais de Radio Ô, une ancienne webradio de RFO.

### Siège
Le siège et les studios de Saint-Pierre-et-Miquelon 1re sont installés dans le bâtiment Zazpiak situé au 15 de la rue Gloanec à Saint-Pierre.

## Programmes
Saint-Pierre-et-Miquelon 1re diffuse 5735 heures de programmes par an composées d'émissions locales, mais également produites par la station parisienne d'Outre-Mer 1re (Radio Ô) ou issues de radios métropolitaines, essentiellement du groupe Radio France. Saint-Pierre-et-Miquelon 1re a mis en place une véritable politique de développement de la proximité, avec pour objectif un ancrage encore plus local de la grille. Dans le domaine de l'information locale et régionale, les journaux locaux sont diffusés à heure fixe (7h15, 8h15, 12h00, 12h30 et un flash à 18h00) dans un but de fidélisation des auditeurs. La tranche des matinales a été enrichie avec la mise à l'antenne de plusieurs chroniques locales. La proximité passe également par une plus grande participation des auditeurs sur l'antenne tout au long de la journée.

## Diffusion
Saint-Pierre-et-Miquelon 1re est diffusée sur le réseau hertzien analogique en FM sur trois fréquences : 99,9 MHz depuis l'émetteur du Cap à l’Aigle à St-Pierre (puissance : 2 kW), un émetteur de confort situé sur le Bâtiment du Conseil territorial à l'ancien aéroport à Saint-Pierre qui émet sur 97.9 (puissance : 50 W) et à Miquelon sur 98,9 MHz depuis l'émetteur de la Pointe au Cheval (puissance : 1 kW).
Elle est aussi accessible en streaming sur son site internet et par ADSL en France métropolitaine sur Freebox TV et le bouquet TV de SFR.
La chaîne est aussi disponible à l'international au Québec via le câblodistributeur Vidéotron.